# Amiel Daemion
Amiel Daemion, dit Amiel, est une auteur-compositeur-interprète australienne, née le 13 août 1979 à New York (États-Unis).

## Discographie

### Albums studio
- 2003 : Audio Out
- 2005 : These Ties

### EP
- 2006 : Be Your Girl

### Singles
- 1998 : Addicted to Bass
- 1999 : Headroom
- 2003 : Lovesong
- 2005 : Round and Round
- 2006 : Be Your Girl

## Filmographie
- 1993 : Indi Mitchell dans The Silver Brumby
- 1997 : Emma dans Raw FM
- 1998 : Crystal Cassidy dans Meteorites!